# Clinopleura minuta
Clinopleura minuta är en insektsart som beskrevs av Andrew Nelson Caudell 1907. Clinopleura minuta ingår i släktet Clinopleura och familjen vårtbitare. Inga underarter finns listade i Catalogue of Life.